# Општина Шаг
Општина Шаг (рум. Şag) је сеоска општина са истоименим селом као јединим насељеним местом Шагом у округу Тимиш у западној Румунији.

## Природни услови
Општина Шаг се налази у источном, румунском Банату на 10 km јужно од Темишвара. Кроз село пролази магистрални пут Београд - Темишвар. Општина је равничарског карактера, а јужно од села протиче Тамиш.

## Становништво и насеља
Општина Шаг имала је према последњем попису из 2002. 2.754 становника, од чега Румуни чине око 80%, а Мађари 12%.
Општина се састоји из једног насеља:
- Шаг — седиште општине